# Antoine Duquesne
Antoine Duquesne (n. 3 februarie 1941, Elsene, Comunitatea Francofonă din Belgia⁠(d), Belgia – d. 4 noiembrie 2010, Regiunea Capitalei Bruxelles, Belgia) a fost un om politic belgian, membru al Parlamentului European în perioada 2004-2009 din partea Belgiei.